# Nuno Borges
Nuno Borges (* 19. února 1997 Maia, Norte) je portugalský profesionální tenista. Ve své dosavadní kariéře na okruhu ATP Tour vyhrál jeden singlový i deblový turnaj. Na challengerech ATP a okruhu ITF získal šestnáct titulů ve dvouhře a šestnáct ve čtyřhře.
Na žebříčku ATP byl ve dvouhře nejvýše klasifikován v září 2024 na 30. místě a ve čtyřhře v září 2022 na 69. místě. Trénují ho Rui Machado a Hugo Anao.
V portugalském daviscupovém týmu debutoval v roce 2021 klužskou 1. světovou skupiny proti Rumunsku, v níž s Joãem Sousem prohráli čtyřhru. Rumuni zvítězili 3:1 na zápasy. Do listopadu 2024 v soutěži nastoupil k šesti mezistátním utkáním s bilancí 4–2 ve dvouhře a 2–4 ve čtyřhře.
Portugalsko reprezentoval na Letních olympijských hrách 2024 v Paříži. Časnou porážku ve dvouhře mu přivodil Argentinec Mariano Navone. Do čtyřhry zasáhl s Franciscem Cabralem. Ve druhém kole však podlehli Němcům Dominiku Koepferovi a Janu-Lennardu Struffovi.

## Tenisová kariéra
V letech 2015–2019 vystudoval kineziologii na Mississippské státní univerzitě, kterou reprezentoval v týmu Buldoků. V závěrečném ročníku 2019 se stal finalistou celostátního mistrovství NCAA a byl vyhlášen hráčem roku univerzitní asociace ITA (Intercollegiate Tennis Association).
Na okruhu ATP Tour debutoval antukovým Estoril Open 2021, na němž postoupil jako člen čtvrté světové stovky přes Broadyho a Carballése Baenu z kvalifikace. Na úvod dvouhry přehrál šedesátého prvního hráče žebříčku Jordana Thompsona, než jej vyřadil Chorvat Marin Čilić.
Druhý turnaj na túře ATP si zahrál na Estoril Open 2022, kde mu po zisku divoké karty skrečoval Pablo Andújar. Následně jeho cestu soutěží ukončila světová devětadvacítka Frances Tiafoe. Do estorilské čtyřhry obdržel s krajanem Franciscem Cabralem také divokou kartu. V semifinále přehráli nejvýše nasazené Jamieho Murrayho s Michaelem Venusem. V boji o titul zdolali argentinsko-švédskou dvojici Máximo González a André Göransson. Bodový zisk oba poprvé posunul do elitní stovky deblové klasifikace, Cabrala na 80. místo a Borgese na 99. příčku.

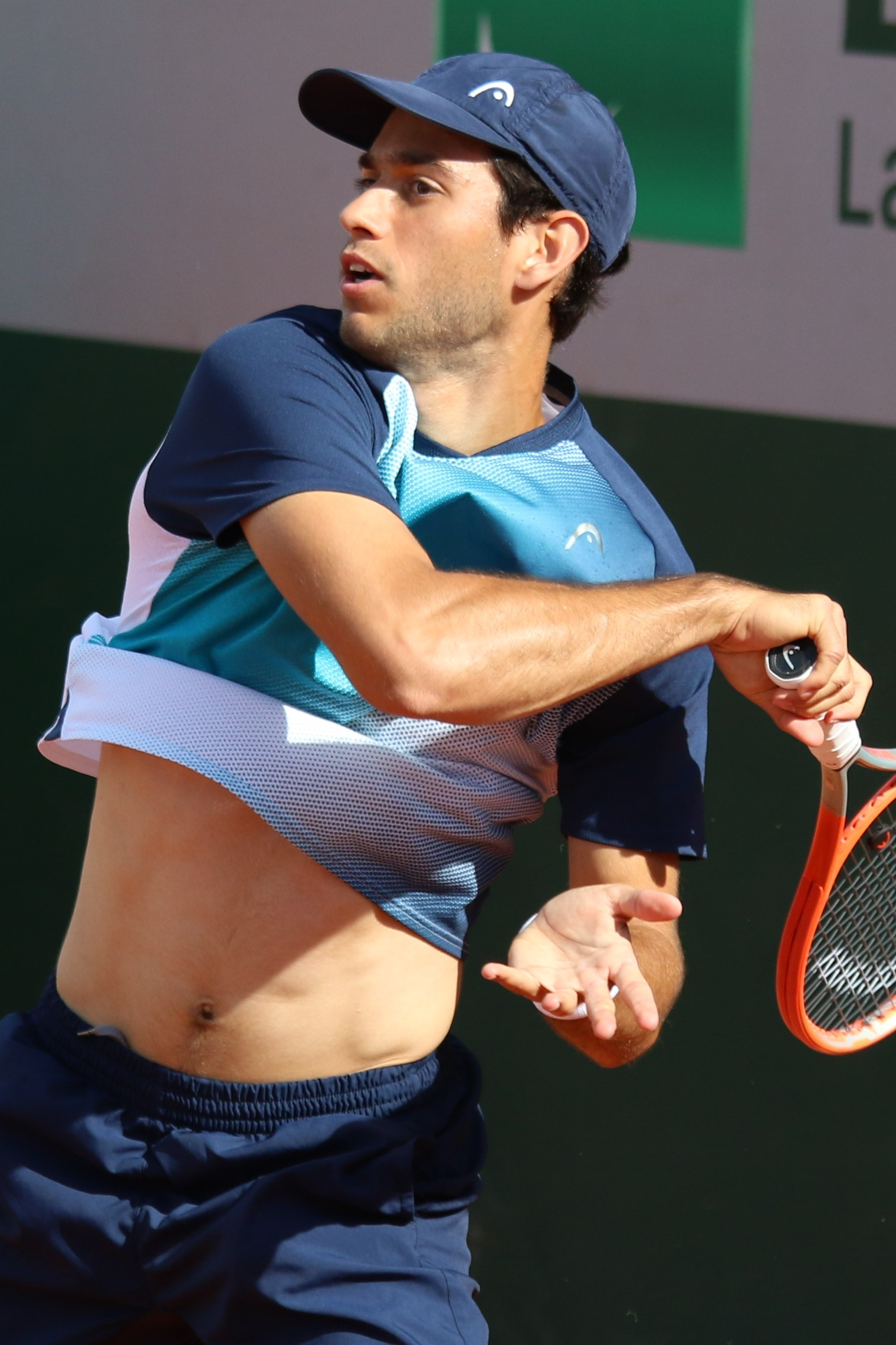
V kvalifikaci French Open 2022

Do grandslamu premiérově zasáhl v singlu French Open 2022 po zvládnuté tříkolové kvalifikaci, v níž na jeho raketě zůstali Thomas Fabbiano, Felipe Meligeni Alves a Zsombor Piros. V úvodním kole však nenašel recept na dvacátého pátého hráče žebříčku Karena Chačanova. Shodný scénář prožil i ve Wimbledonu 2022. Po výhře v kvalifikačním kole nad Australanem Maxem Purcellem jej v úvodním duelu na trávě All England Clubu porazil Američan Mackenzie McDonald.
Hlavní soutěž série Masters si poprvé zahrál na březnovém Miami Open 2023, kde zvládl kvalifikační utkání s Johnsonem a Gojem. Časnou porážku v miamské dvouhře mu přivodil Fin Emil Ruusuvuori ze šesté světové desítky. Rovněž na evropských turnajích jarní antukové sezóny 2023 vypadl v prvních či druhých kolech, na Barcelona Open se světovou dvojkou Carlosem Alcarazem, na Mutua Madrid Open s Marcosem Gironem a na Internazionali BNL d'Italia s pátým mužem klasifikace Stefanosem Tsitsipasem. První grandslamové osmifinále se zahrál na Australian Open 2024, kde startoval z pozice šedesátého deváté muže žebříčku. Po výhrách nad Němcem Maximilianem Martererem a nasazeným Španělem Alejandrem Davidovichem Fokinou, si připsal první kariérní výhru nad členem první dvacítky, světovou třináctkou Grigorem Dimitrovem. Stal se tak prvním Portugalcem v osmifinále dvouhry australského majoru a po Joãu Sousovi druhým v této fázi grandslamu. Ve čtvrtém kole jej zastavila světová trojka Daniil Medveděv po čtyřsetovém průběhu. Po skončení debutoval v elitní světové padesátce žebříčku.
První singlový titul na túře ATP vyhrál ve 27 letech na antukovém Nordea Open 2024 v Båstadu. Ve finále porazil o jedenáct let staršího Španěla Rafaela Nadala, který na něj uhrál jen pět gamů. Po Joãu Sousovi se stal druhým portugalským šampionem na okruhu ATP a v probíhající sezóně devátým vítězem, jenž vybojoval první titul. Po skončení figuroval na žebříčkovém maximu, když mu 22. července 2024 patřilo 42. místo.

## Finále na okruhu ATP Tour
| Legenda                     |
| --------------------------- |
| D – dvouhra; Č – čtyřhra    |
| Grand Slam (0)              |
| Turnaj mistrů (0)           |
| ATP Tour Masters 1000 (0)   |
| ATP Tour 500 (0)            |
| ATP Tour 250 (1–0 D; 1–0 Č) |

### Dvouhra: 1 (1–0)
| Stav  | č. | datum         | turnaj          | kategorie | povrch | soupeř ve finále | výsledek |
| ----- | -- | ------------- | --------------- | --------- | ------ | ---------------- | -------- |
| Vítěz | 1. | červenec 2024 | Båstad, Švédsko | ATP 250   | antuka | Rafael Nadal     | 6–3, 6–2 |

### Čtyřhra: 1 (1–0)
| Stav  | č. | datum      | turnaj               | kategorie | povrch | spoluhráč        | soupeři ve finále               | výsledek |
| ----- | -- | ---------- | -------------------- | --------- | ------ | ---------------- | ------------------------------- | -------- |
| Vítěz | 1. | duben 2022 | Estoril, Portugalsko | ATP 250   | antuka | Francisco Cabral | Máximo González André Göransson | 6–2, 6–3 |

## Tituly na challengerech ATP a okruhu ITF
| Legenda                  |
| ------------------------ |
| D – dvouhra; Č – čtyřhra |
| Challengery (6 D; 9 Č)   |
| ITF (10 D; 7 Č)          |

### Dvouhra (16 titulů)
| Č.  | datum         | turnaj                        | povrch     | poražený finalista     | výsledek      |
| --- | ------------- | ----------------------------- | ---------- | ---------------------- | ------------- |
| 1.  | červenec 2017 | Setúbal, Portugalsko          | tvrdý      | João Monteiro          | 6–3, 6–0      |
| 2.  | červenec 2017 | Idanha-a-Nova, Portugalsko    | tvrdý      | Andrés Artuñedo        | 7–6(7–4), 6–4 |
| 3.  | srpen 2018    | Caldas da Rainha, Portugalsko | antuka     | Daniel Batista         | 6–0, 6–2      |
| 4.  | listopad 2018 | Pensacola, Spojené státy      | antuka     | Ricardo Rodríguez-Pace | 6–4, 6–3      |
| 5.  | červen 2019   | Setúbal, Portugalsko          | tvrdý      | Frederico Gil          | 6–3, 6–4      |
| 6.  | červenec 2019 | Idanha-a-Nova, Portugalsko    | tvrdý      | Frederico Gil          | 3–6, 6–3, 6–2 |
| 7.  | leden 2020    | Monastir, Tunisko             | tvrdý      | Zizou Bergs            | 6–4, 7–6(8–6) |
| 8.  | září 2020     | Sintra, Portugalsko           | tvrdý      | Gastão Elias           | 6–2, 6–2      |
| 9.  | listopad 2020 | Quinta do Lago, Portugalsko   | tvrdý      | Michael Geerts         | 6–0, 6–1      |
| 10. | únor 2021     | Antalya, Turecko              | antuka     | Miljan Zekić           | 6–4, 3–3skreč |
| 1.  | listopad 2021 | Antalya, Turecko              | antuka     | Ryan Peniston          | 6–4, 6–3      |
| 2.  | duben 2022    | Barletta, Itálie              | antuka     | Miljan Zekić           | 6–3, 7–5      |
| 3.  | únor 2023     | Monterrey, Mexiko             | tvrdý      | Borna Gojo             | 6–4, 7–6(8–6) |
| 4.  | březen 2023   | Phoenix, Spojené státy        | tvrdý      | Alexandr Ševčenko      | 4–6, 6–2, 6–1 |
| 5.  | prosinec 2023 | Maia, Portugalsko             | antuka (h) | Benoît Paire           | 6–1, 6–4      |
| 6.  | březen 2024   | Phoenix, Spojené státy (2)    | tvrdý      | Matteo Berrettini      | 7–5, 7–6(7–4) |

### Čtyřhra (16 titulů)
| Č. | datum              | turnaj                       | povrch     | spoluhráč        | poražení finalisté                        | výsledek              |
| -- | ------------------ | ---------------------------- | ---------- | ---------------- | ----------------------------------------- | --------------------- |
| 1. | červen 2017        | Lisabon, Portugalsko         | tvrdý      | Francisco Cabral | Sam Barry Bradley Mousley                 | 6–1, 3–6, [10–5]      |
| 2. | červenec 2017      | Setúbal, Portugalsko         | tvrdý      | Francisco Cabral | Harry Bourchier Daniel Nolan              | 7–6(7–4), 6–4         |
| 3. | červen 2018        | Póvoa de Varzim, Portugalsko | tvrdý      | Francisco Cabral | Romain Bauvy Hugo Voljacques              | 6–4, 6–4              |
| 4. | červenec 2018      | Castelo Branco, Portugalsko  | tvrdý      | Francisco Cabral | Maxime Tchoutakian Hugo Voljacques        | 6–4, 6–4              |
| 5. | červenec 2019      | Idanha-a-Nova, Portugalsko   | tvrdý      | Francisco Cabral | Francisco Dias Gonçalo Falcão             | 6–4, 6–3              |
| 6. | říjen 2020         | Setúbal, Portugalsko         | tvrdý      | Francisco Cabral | Mateus Alves Igor Marcondes               | 6–2, 6–7(5–7), [10–7] |
| 7. | únor 2021          | Antalya, Turecko             | antuka     | Alex Rybakov     | Jacopo Berrettini Raúl Brancaccio         | 4–6, 7–6(7–1), [10–6] |
| 1. | 11. dubna 2021     | Oeiras, Portugalsko          | antuka     | Francisco Cabral | Pavel Kotov Ceng Čchun-sin                | 6–1, 6–2              |
| 2. | 25. září 2021      | Braga, Portugalsko           | antuka     | Francisco Cabral | Jesper de Jong Bart Stevens               | 6–3, 6–7(4–7), [10–5] |
| 3. | 6. listopadu 2021  | Tenerife, Španělsko          | tvrdý      | Francisco Cabral | Džívan Nedunčežijan Purav Radža           | 6–3, 6-4              |
| 4. | 27. listopadu 2021 | Manamá, Bahrajn              | tvrdý      | Francisco Cabral | Maximilian Neuchrist Michail Pervolarakis | 7–5, 6–7(5–7), [10–8] |
| 5. | 11. prosince 2021  | Maia, Portugalsko            | antuka     | Francisco Cabral | Andrej Martin Gonçalo Oliveira            | 6–3, 6–4              |
| 6. | 18. prosince 2021  | Maia, Portugalsko            | antuka (h) | Francisco Cabral | Piotr Matuszewski David Pichler           | 6–4, 7–5              |
| 7. | 2. dubna 2022      | Oeiras, Portugalsko          | antuka     | Francisco Cabral | Sandžar Fajzijev Markos Kalovelonis       | 6–3, 6–0              |
| 8. | 9. dubna 2022      | Oeiras, Portugalsko          | antuka     | Francisco Cabral | Zdeněk Kolář Adam Pavlásek                | 6–4, 6–0              |
| 9. | 7. května 2022     | Štvanice, Praha, Česko       | antuka     | Francisco Cabral | Andrew Paulson Adam Pavlásek              | 6–4, 6–7(3–7), [10–5] |